# Eudoro Santana
Eudoro Walter de Santana (Quixeramobim, 06 de outubro de 1936) é um engenheiro e político brasileiro. Foi deputado estadual por quatro mandatos e ocupou diversos cargos públicos relevantes. Atualmente, presidente o Partido Socialista Brasileiro (PSB) no Ceará. 

## Biografia

### Formação acadêmica
Natural de Quixeramobim, Eudoro Santana é formado em Engenharia Civil pela Universidade Federal do Ceará e especialista em Equipamentos de Petróleo pela Universidade Federal da Bahia. Em 2024, recebeu o título de Doutor Honoris causa pela UFC.

### Carreira política
A militância de Eudoro Santana começou a partir de sua ligação com a ala progressista da Igreja Católica. Foi presidente do Diretório Central dos Estudantes (DCE) da UFC.
Foi funcionário concursado da Petrobras, sendo demitido com o golpe de 1964. Em 1974, foi preso e torturado pelo regime.
Foi eleito deputado pela primeira vez nas eleições de 1986, pelo MDB, obtendo 20.947 votos. Posteriormente, migrou para o PSB, partido onde permanece até o presente.
Em 2002, foi candidato ao Senado. Na ocasião, ficou em quarto lugar, obtendo 773.027 votos (12,72%).
Eudoro exerceu vários cargos na Administração Pública, entre eles destacam-se: Diretor Regional do INCRA; Secretário de Agricultura e Reforma Agrária do Estado do Ceará, Presidente do Instituto de Estudos e Pesquisas para o Desenvolvimento do Estado do Ceará (INESP); Diretor-Geral do DNOCS por 8 anos; Secretário Executivo do Conselho de Altos Estudos da Assembleia Legislativa do Estado do Ceará. Foi também Superintendente do Instituto de Planejamento de Fortaleza (Ipplan) durante a gestão do então prefeito Roberto Cláudio. 

### Vida pessoal
É pai do ministro Camilo Santana.